# Џос Стоун
Џоселин Ив Стокер (енгл. Joscelyn Eve Stoker; Довер, 11. април 1987), позната као Џос Стоун (енгл. Joss Stone), је енглеска певачица, чији репертоар највише обухвата соул, али и ритам и блуз музику. Каријеру је започела 2001. године, са 14 година, а прославила се 2003. својим дебитантским албумом “The Soul Sessions ”.
Стоунова поседује изузетно раскошан глас, те се данас често помиње у контексту наследнице Арете Френклин.
Највећи узори Стоуновој су, поред Арете Френклин, Витни Хјустон и Дасти Спрингфилд.

## Албуми
| Датум издања        | наслов албума                    | Позиција             | Позиција                  | Позиција |
| Датум издања        | наслов албума                    | Уједињено Краљевство | Сједињене Америчке Државе | Канада   |
| ------------------- | -------------------------------- | -------------------- | ------------------------- | -------- |
| 16. септембар 2003. | The Soul Sessions                | 4                    | 39                        | 19       |
| 15. септембар 2004. | Mind Body & Soul                 | 1                    | 11                        | 13       |
| 9. март 2007.       | Introducing Joss Stone           | 12                   | 2                         | 6        |
| 20. октобар 2009.   | Colour Me Free!                  | 75                   | 10                        | 26       |
| 21. јул 2011.       | LP1                              | 36                   | 9                         | 15       |
| 23. септембар 2011. | The Best of Joss Stone 2003-2009 | -                    | -                         | -        |
| 20. јул 2012.       | The Soul Sessions Vol. 2         | 6                    | 10                        | 23       |
| 31. јул 2015.       | Water For Your Soul              | 13                   | 34                        | 25       |

## Нишвил2016.
Учестовала је на међународном фестивалу Нишвил, у августу 2016. године, што је била њена прва посета Србији.